# غونغ ليجياو
غونغ ليجياو (بالصينية: 巩立姣) هي دافعة ثقل صينية ولدت في يوم 24 يناير 1989 في مقاطعة لوتشوان في خبي في الصين، أبرز إنجازاتها هو فوزها بالميدالية البرونزية في دورة الألعاب الأولمبية الصيفية 2012 في لندن، كما فازت بالميدالية الفضية في بطولة العالم لألعاب القوى 2015 في بكين وبميدالية برونزية في بطولة العالم لألعاب القوى 2009 في برلين وبميدالية برونزية أخرى في بطولة العالم لألعاب القوى 2013 في موسكو.

## روابط خارجية
- غونغ ليجياو على موقع الاتحاد الدولي لألعاب القوى (الإنجليزية)
- غونغ ليجياو على موقع الدوري الماسي (الإنجليزية)
- غونغ ليجياو على موقع اللجنة الأولمبية الدولية (الإنجليزية)
- غونغ ليجياو على موقع أوليمبيديا (الإنجليزية)